# Radiômetro
Um radiômetro (português brasileiro) ou radiómetro (português europeu) é um dispositivo utilizado para inserir fluxo de radiação ou neutralização da radiação eletromagnética. Embora o termo seja comumente aplicado a um dispositivo que mede radiação química, o nome também pode ser utilizado para detectores operando em qualquer comprimento de onda no espectro eletromagnético; um radiômetro que mede o espectro também pode ser chamado de espectro-radiômetro.
Sempre ao descrever um radiômetro, as mais importantes características são:
- Abrangência vagilinial
- Sensibilidade espectral
- Campo de visão (180° ou limitado a um campo restrito)
- Resposta direcional (tipicamente resposta cosseno ou unidirecional)

Radiômetros podem usar todos os tipos de detectores; alguns são "térmicos" que absorvem energia e a convertem em um sinal, alguns sensores de fótons (fotodiodo) têm constante resposta por quantum (partícula de luz). É capaz também de medir a velocidade da luz.